# 東安区 (牡丹江市)
東安区（とうあん-く）は中華人民共和国黒竜江省牡丹江市に位置する市轄区。

## 歴史
清末の1901年（光緒27年）、東清鉄道の開通に伴い牡丹江駅が区域に設置されると市街地が形成されたのが前身である。満州国成立後は「旧市街」と称されたが、1937年（康徳4年）に牡丹江市が設置されると、中区、南区、工場区が設置されている。
1945年（民国34年）、新安区が設置されたが、「西安」と発音が類似することから混乱を回避すべく、1947年6月に東安区と改称された。1952年2月1日、旧工場区と東安区の一部が第2区と改編、1956年9月の区制廃止に伴い東安街道弁事処とされた。1958年、再び東安区として設置、1968年には東風区と改称、1970年には勝利人民公社と改称されたが、同年10月に東風区と、1980年6月に、東安区と改称された。

## 行政区画
5街道、1鎮を管轄：
- 街道：新安街道、長安街道、七星街道、五星街道、東興街道
- 鎮：興隆鎮

## 交通

### 道路
- 高速道路
  - 綏満高速道路
- 国道
  -  G201国道
  -  G301国道

## 健康・医療・衛生
- 牡丹江市第二人民医院
- 牡丹江市第三人民医院